# 威洛斯冰原島峰
74°29′S 165°17′E / 74.483°S 165.283°E
威洛斯冰原島峰（英語：Willows Nunatak），是南極洲的冰原島峰，位於維多利亞地的博克格雷溫克海岸，處於華盛頓角和墨爾本山之間，美國地質調查局根據測量和該國海軍的空中照片繪入地圖，現時由南極條約體系管理。